# Phyllocephalum
Phyllocephalum es un género de plantas fanerógamas de la familia de las asteráceas. Comprende 15 especies descritas y de estas, solo 5 aceptadas.

## Taxonomía
El género fue descrito por Carl Ludwig Blume y publicado en Bijdragen tot de flora van Nederlandsch Indië 888. 1826.

## Especies aceptadas
A continuación se brinda un listado de las especies del género Phyllocephalum aceptadas hasta septiembre de 2012, ordenadas alfabéticamente. Para cada una se indica el nombre binomial seguido del autor, abreviado según las convenciones y usos.
- Phyllocephalum courtallense (Wight) Narayana
- Phyllocephalum frutescens Blume
- Phyllocephalum indicum (Less.) K.Kirkman
- Phyllocephalum lilacinum (Dalzell & A.Gibson) S.M.Almeida & M.R.Almeida
- Phyllocephalum scabridum (DC.) K.Kirkman